# Marc Vidal (actor pornográfico)
Marc Vidal  (nacido el 12 de marzo de 1982 en Moravia, República Checa)  fue un modelo y actor pornográfico gay checo. Fue uno de los actores más importantes de la productora pornográfica Bel Ami de la segunda década del siglo XXI.  Tras su retirada de la pornografía en 2012.  Hoy en día se dedica a negocios personales.

## Reseña biográfica
Nació en Moravia, República Checa, ahí vivo en sus primeros años de edad hasta los 4 años, cuando su madre se divorció y se fueron a vivir a Praga. Ahí permanecieron hasta que cumplió 13 años, que tras el segundo divorcio de su mamá, se mudaron a Argentina, donde vivió por un año y aprendió el español. 
Al extrañar su país, regresaron a la República Checa, a vivir en Praga, en donde permaneció haciendo sus estudios en negocios. A la par, un amigo le introdujo al mundo de la industria porno, primero haciendo fotografías, posteriormente realizó sus primeras películas, iniciando en 2001 con el film “Guess Who´s Cumming at Diner” para la productora IFS Heart of Europe. Después, empezó a realizar varias películas para productoras que se dedican al cine porno gay, así como también con productoras de corte bisexual bajo los pseudónimos o alias: Lars Betner, Lucas Arthur,Lucas Arthurs, Lucas Dvorak, Marc Vidal, Lukas Ceny, Luky Dvorak,Steeve Sanders, Steeven Sandres, entre otros.
En 2003 lo invitó a trabajar George Duroy, director de cine eslovaco y fundador del estudio cinematográfico Bel Ami . Cuando trabajó en esta productora, tuvo la oportunidad de estar con varias estrellas, siendo recordado en Pillow Talk 1 con Joshn Eliot, Flings 2 con Tommy Hansen, Personal Trainer 7 con Sebastian Bonet, Alpine Adventure con Greg Miller, y la memorable orgía en Lukas in Love,  con Lukas Ridgeston, por mencionar algunas. Su rol porno ha sido versátil, aunque con predominio del rol activo. George Duroy en entrevista lo llegó a considerar como: "un actor elegante y muy guapo con fuertes cualidades masculinas, es muy sensual y tiene una energía especial que se transmite cuando se mira a través del objetivo de la cámara". El fotógrafo Howard Roffman trabajó con Marc en Sudáfrica y lo comparó con una estrella arquetípica de Hollywood como Cary Grant. Durante muchos años, fue parte importante de Bel Ami, hasta el 2012 que se alejó de la industria porno.   
Posteriormente trabajó para el sector inmobiliario y para el negocio hotelero. Hoy en día, se le ha relacionado sentimentalmente con el famoso empresario y diseñador de modas italiano, Giancarlo Giammetti. 

## Aparición en publicaciones
- Freshmen, noviembre - diciembre 2003, julio 2004  y septiembre de 2007.
- Freshmen 2005 Calendar
- Hot Male Couple 2006
- Mandate, julio 2004, diciembre 2006 y abril de 2005
- Vulcan, No. 52, No.63 y No. 64
- Bel Ami: Summer Diary Calendar (2005)
- Bel Ami: Lukas in Love 2006 Calendar,
- Bruno Gmunder: Bel Ami: Summer Diary

## Filmografía
- 2001 Guess Who´s Cumming at Dinner, Lukas Dvorak, IFS Heart of Europe
- 2001 Nature Boys (Tino) Fresh Cream4, Tino Video
- 2001 Wank Party 3 Merry Xmas! (Luba)  William Higgins Productions
- 2002 Bi the Blue Line Man´s World Entertainment, Bisexual
- 2002 Body Touch, Vito Video
- 2002 Boyfriends, Vito Video
- 2002 Le Cordonnier sachant niquer INEXES Productions
- 2002 Le Cordonnier sachant niquer aka Sexual Harrasment [sic] aka The Shoe Maker INEXES Productions
- 2002 Crazy Boys aka When Boyz Get Crazy, (Steeve Sanders) AVI Production
- 2002 Cupids (Steeve Sanders) AVI Production
- 2002 Czech Firemen (Lucas Arthurs) Man´s World Entertainment
- 2002 Czech Them Out (Luky Dvorak) C.D.S. Productions
- 2002 Drug Connection Vito Video
- 2002 Ghetto Hunks Vito Video
- 2002 Good Wishes, Vito Video
- 2002 Grobe Kolben schecken besser , ForsterMedia
- 2002 Guess Who´s Cumming at Dinner aka Walker Sumava Ranger IFS Heart of Europe
- 2002 Handmade Vito Video
- 2002 Jail Games, (Lucas Arthurs) Man´s World Entertainment
- 2002 Joiner´s  Workshop (Lukas Dvorak) Vega Video
- 2002 Le Cordonier sachant niquer, Inexes productions
- 2002 Wank Party 4 Fitness William Higgins Productions
- 2002 Wasserburg 1 aka Roll in the Hay 1 XY Studios
- 2002 Nature Boys Fresh Cream 4 aka Nature Boys 18 Today 22 aka Nature Boys Fresh Cream 5 Tino Video
- 2002 Prison Blues aka House of Corr-X-tion (Steeven Sanders) AVI Production
- 2002 Projection très privée aka Matinée Idol INEXES Productions
- 2002 Ring Frei (Stevve Sanders) AVI Production
- 2002 Rasierte Jungs 1 aka His First Shave Fresh Cream 4 2002 Tino Video
- 2002 La Révolte des prisonniers aka Breaking Away aka Jail Break aka The Rebels INEXES Productions
- 2002 Ring Frei AVI Production
- 2002 Serial baiseur aka On Target INEXES Productions
- 2002 Sex on Duty Jet Set Productions 2002 Sexual Instint, (Steeve Sanders), AVI Productions
- 2002 Soccer Camp 1, (Steeve Sanders), AVI Productions 2002 Soccer Camp 2, (Steeve Sanders), AVI Productions
- 2002 Top Cops Man´s (Lukas Arthurs) World Entertainment
- 2002 Wild Outdoor Vito Video
- 2002 Wank Party 4 Fitness (Luba)  William Higgins Productions
- 2002 Wasserbung 1, (Lars Bettner) Man´s Art
- 2002 Wresting Team, Lucas Arthurs,  Man´s World Enterteinment
- 2002 X-Chat@Boys (Steeve Sanders), AVI Production
- 2003 Ein affengayler Tag aka Somebody is Looking.Studio  Man´s Best
- 2003 Alpine Adventure Bel Ami
- 2003 Always Ready Fresh Cream 6 aka Always Ready Fresh Cream 12. Studio Tino Video
- 2003 Best Buddies 2, Studio Tino Video
- 2003 Best Buddies 3, Studio Tino Video
- 2003 Bi the Blue Line Man´s World Entertainment
- 2003 Boy Watch 2 Bel Ami
- 2003 Hard Day´s (Steve Sanders) Crystal Wave Pictures
- 2003 Hard Day´s Crystal Wave Pictures
- 2003 High Sticking 1 (Lukas Arthurs) Man´s World Entertainment
- 2003 Ice Passion (Steeven Sanders) aka Recruits AVI Production
- 2003 Jail Games aka Caged Man´s World Entertainment
- 2003 Jungs unter sich aka Guys on Guys FoersterMedia
- 2003 Kamerageil (Steeven Sanders) AVI Production
- 2003 Personal Trainers 07 Bel Ami 2003 Pumped Up for a Gangbang Jet Set Productions
- 2003 Screw the Crew (Steeven Sanders)  AVI Production
- 2003 Sexual Instinct AVI Production
- 2003 Soccer Camp 1 AVI Production
- 2003 Soccer Camp 2 AVI Production
- 2003 Wasserburg 2 aka Roll in the Hay 2 XY Studios
- 2003 Wrestling Team aka 9th Warrior Gladiators Night aka Gladiators Night aka Jan Dvorak,Lukas Dvorak, Bronco Studios Wrestling Team Man´s World Entertainment
- 2003 Young Seamen Bronco Studios
- 2004 Can´t stop(Lukas Ceny), Al Worlds Video
- 2004 Eye Candy: Johan´s Journal 2, BelAmi
- 2004 Fresh Czech (Steve Sanders) Cody´s Word
- 2004 Fuck Buddies 1 Maxxximus (Steve Sanders) Entertainment
- 2004 Jan Dvorak and His Friends Man´s World Entertainment
- 2004 Personal Trainers 09 Bel Ami
- 2004 Pretty Boy 2004 Bel Ami
- 2004 Sexual Harassment (Steeve Sanders), Bavarian Boys Productions
- 2004 Sun Kissed: Johan´s Jornal 1, Bel Ami
- 2004 Verspielte Jungs 1 aka Young & Uncut 07 Tino Video
- 2005 Let´s Gay Together (Lukas Dvorak), Vega Video
- 2005 Lukas in Love 1 Bel Ami 2005 Lukas in Love 2 Bel Ami
- 2005 Bi Teen Power 2 Tino Video, Bisexual
- 2005 Bi Teens 2, Tino Video, Bisexual
- 2005 Sun Kissed Johan´s Journal 1 Bel Ami
- 2005 Too Many Boys 1 Bel Ami
- 2006 Flings 2 Triple Fling Pond Fling Bel Ami
- 2006 Out at Last5: Striptease, Bel Ami
- 2006 Out in Africa 1 Bel Ami
- 2006 Pillow Talk 1 Bel Ami
- 2006 Bi Teen Power 2 Tino Video Bisexual
- 2006 Undressed Reharsls 1 Bel Ami
- 2007 Boy´s Play Outdoors, Tino Video
- 2007 Can´t Stop All Worlds Video
- 2007 Good Wishes Vito Video
- 2007 No Experience Necessary Bel Ami
- 2007 Out at Last 5 Striptease Bel Ami
- 2007 Undressed Rehearsals 1 Bel Ami
- 2008 The Private Life of Brandon Manilow Bel Ami
- 2009 Eye Candy Johan´s Journal 2:Table for Two Bel Ami
- 2011 Stallburschen, be.me.fi
- 2011 Young Love (Dophin) (Steve Saners) Dophin Etertainment
- 2012 Passion, Bel Ami